# Bellechester
Bellechester és una població dels Estats Units a l'estat de Minnesota. Segons el cens del 2000 tenia 172 habitants.

## Demografia
Segons el cens del 2000, Bellechester tenia 172 habitants, 78 habitatges, i 41 famílies. La densitat de població era de 207,5 habitants per km².
Dels 78 habitatges en un 26,9% hi vivien nens de menys de 18 anys, en un 39,7% hi vivien parelles casades, en un 10,3% dones solteres, i en un 46,2% no eren unitats familiars. En el 39,7% dels habitatges hi vivien persones soles el 14,1% de les quals corresponia a persones de 65 anys o més que vivien soles. El nombre mitjà de persones vivint en cada habitatge era de 2,21 i el nombre mitjà de persones que vivien en cada família era de 2,98.
Per edats la població es repartia de la següent manera: un 24,4% tenia menys de 18 anys, un 10,5% entre 18 i 24, un 26,7% entre 25 i 44, un 21,5% de 45 a 60 i un 16,9% 65 anys o més.
L'edat mediana era de 37 anys. Per cada 100 dones de 18 o més anys hi havia 94 homes.
La renda mediana per habitatge era de 33.333 $ i la renda mediana per família de 41.250 $. Els homes tenien una renda mediana de 24.375 $ mentre que les dones 24.107 $. La renda per capita de la població era de 19.927 $. Cap de les famílies i el 5,2% de la població estaven per davall del llindar de pobresa.

## Poblacions properes
El següent diagrama mostra les poblacions més properes.